# Road to Bloodshed
Road to Bloodshed est le premier album studio du groupe de heavy metal américain Sanctity, paru aux États-Unis le 24 avril 2007 sous le label Roadrunner Records.

## Liste des chansons
1. Beneath the Machine (3:19)
2. Brotherhood of Destruction (4:21)
3. Road to Bloodshed (3:29)
4. Laws of Reason (4:26)
5. Billy Seals (3:28)
6. Zeppo (4:12)
7. Beloved Killer (3:19)
8. The Shape of Things (3:34)
9. Flatline (3:26)
10. The Rift Between (3:38)
11. Seconds (3:38)
12. Once Again (4:30)
13. Haze of Gray (3:46)  (Japan only bonus track)